# Бен Рейли
Бе́нджамин «Бен» Ре́йли (англ. Benjamin "Ben" Reilly), также известный как А́лый Пау́к (англ. Scarlet Spider), Челове́к-пау́к (англ. Spider-Man) и Но́вый Шака́л (англ. New Jackal) — супергерой комиксов издательства Marvel Comics, созданный писателем Джерри Конвеем и художником Россом Эндрю. Дебютировал в комиксе The Amazing Spider-Man #149 (октябрь 1975).
Дебют персонажа в кино состоялся в 2023 году в анимационном фильме «Человек-паук: Паутина вселенных».

## Вымышленная биография
Бен Рейли является клоном и названным братом Питера Паркера (Человек-паук), выступившим в Саге о Клонах. Он был создан суперзлодеем Шакалом и сначала сражался с Питером, пока его не стали считать погибшим. Но оказалось, что всё это время он бродил по Штатам под именем Бена Рейли (девичья фамилия тёти Мэй).
Вскоре Рейли узнаёт о плохом состоянии тёти Мэй. Он сразу приезжает в Нью-Йорк и встречается с Питером Паркером, чтобы объяснить причины своего возвращения. Бен решает помочь Человеку-пауку в борьбе с преступностью и надевает костюм, отдаленно похожий на костюм Паркера. Главное его отличие — это синий свитер с эмблемой Паука. Газетчики назвали Бена Рейли «Алым Пауком». В этом обличье Бен сразится с Веномом, Кэролайн Трэйнер и другими суперзлодеями. С Питером у него сформировались крепкие братские отношения.
Некоторое время они сражались бок о бок, пока не пошли слухи, что на самом деле Питер Паркер клон. Шокированный Паркер уехал, а Бен заменил его на посту Человека-паука. Эти слухи запустил Норман Озборн, который таким образом хотел деморализовать их, но вместо этого вызвал у них мысль начать свои жизни сначала. Однако долгое время спустя Бен и Питер сошлись в бою с Зелёным гоблином, и Бен оказался смертельно ранен. Кровь была ненатурального цвета, а тело начало разрушаться, и стало ясно, что всё-таки именно Бен является клоном. Скорбь от смерти брата, а также рождение у них с Мэри Джейн мертворожденного ребёнка побудили Питера вернуться к маске Человека-паука.
В арке «The Clone Conspiracy» выясняется, что вскоре после смерти Бена Шакал собрал его останки и возродил его, но процесс оказался нестабильным. В попытках добиться стабилизации Уоррен убил Бена ещё 26 раз, чем сгубил его психику. В итоге Бен вырвался из плена и сам стал новым Шакалом. В образе Шакала Бен Рейли носит дорогой деловой костюм красного цвета и маску древнеегипетского бога Анубиса (сам он объясняет такой выбор костюма тем, что «всё же лучше, чем мохнатый Йода в трусах»). Рейли находит способ не просто клонировать умерших, а в буквальном смысле воскрешать их из мёртвых. Рейли создаёт компанию «Новый Ты», куда вербует Носорога, Курта Коннорса, Электро и Джону Джеймисона предоставляя им в качестве аванса дорогих им людей, воскрешённых им. Рейли также воскрешает абсолютно всех персонажей убитых или погибших по вине Человека-паука, чтобы разгрузить его совесть. Также с его помощью Доктор Осьминог, разум которого до этого был заточён в Живом Мозге, сумел вернуть себе настоящее тело . Минусом процесса является то, что воскрешённые каждый день должны принимать особые капсулы, без которых их тела подвергаются клеточной деградации. Рейли пытается убедить Паркера принять его сторону, но этому мешают Гвен-паук (которая замаскировалась под воскрешённую Гвен Стейси из оригинальной вселенной) и Каин Паркер, который узнал, что воскрешённые, переставшие принимать таблетки не просто деградируют, а буквально превращаются в зомби, а союз «Паркер Индастриз» и «Новый Ты» уже во множестве параллельных миров привёл к Концу Света, именно по этой причине Каин и не информировал Паркера и не пытался с ним сотрудничать. В итоге Бен сдаётся и убегает.
Спустя время он решает вернуться к героизму и заново создаёт свой старый костюм Алого Паука, теперь деля это имя с Каином. Однако это вызывает у него проблемы с самой Смертью, которую Бен заинтересовал из-за своего необычайного количества смертей. Также Бену труднее восстановить былое братство с Питером, который не готов снова ему доверять.

## Альтернативные версии

### МС2 (Земля-982)
В этой вселенной Девушка-паук (племянница Бена Рейли) носит второй костюм своего дяди. У Рейли с Элизабет Тайн (Elizabeth Tyne) есть общий сын по имени Рейли Тайн, взявший себе имя Тёмного демона (Reilly Tyne aka Darkdevil). Фелиция Харди (Felicity Hardy) носила первый костюм Бена и хотела помочь Девушке-пауку, но та отказалась от помощи.

### Мутант X (Земля-1298)
В этой вселенной Бен Рейли — шестирукий клон Питера Паркера. После ухода Питера Паркера, он стал Новым Человеком-пауком. Бен Рейли будет убит Королевой Гоблинов (Goblin Queen), когда заподозрит о её намерении завоевать весь мир. Брут (Brute) (в этой вселенной Зверь (Beast)) возьмёт всю вину за это на себя и будет казнён.

### Marvel Zombies (Земля-2149)
В этой вселенной был замечен Бен Рейли в костюме Алого Паука. Было неизвестно, выжил он или нет.

### Earth Х (Земля-9997)
В этой вселенной дочь Питера Паркера была воспитана Беном Рейли.

### What If?
В этой вселенной Бен Рейли убивает Питера Паркера во время их сражения на стадионе. Друзья Питера Паркера находят Бена Рейли без сознания и думают, что он — Питер Паркер. Бен Рейли решает пожить жизнью Питера Паркера. Когда Мэри Джейн Уотсон родила дочь, Зелёный Гоблин похищает младенца. Бен Рейли отправляется за ним и побеждает его. Однако, Мэри Джейн узнаёт о том, что Бен Рейли лишь клон. Она уходит от него и просит, никогда не беспокоить их.

### Ultimate (Земля-1610)
В этой вселенной у Курта Коннорса есть помощник-ассистент афроамериканец по имени Бен Рейли, вместе с которым тот создает клона симбиота Карнажа, который сбегает и, поглотив много человеческих ДНК, формирует точного клона Человека-паука. Но в битве с Человеком-пауком клон, вместе с симбиотом, падает в чан с раскалёнными химикатами и погибает, Коннорс сел в тюрьму, а Бен тайно берет образец крови Паркера. Позже Рэйли появляется в сюжете «Сага о клонах», где он и Доктор Осьминог теперь работают на ЦРУ и создают пять клонов Человека-паука, которых ЦРУ намеревается использовать в качестве солдат-сверх-людей. Но ученые также создали клона Гвен Стейси со способностями Карнажа, которая в виде монстра вырывается на свободу, уничтожив лабораторию, где находился Бен.

## Собственные комиксы
- «Amazing Scarlet Spider» (1995)
- «Scarlet Spider» (1995)
- «Scarlet Spider Unlimited» (1995)
- «Spectacular Scarlet Spider» (1995)
- «Web of Scarlet Spider» (1995—1996)
- «Ben Reily: Scarlet Spider» (2017-2019)

## Вне комиксов

### Мультсериалы

Бен Рейли в мультсериале 1994 года

- В мультсериале «Человек-паук» 1994 года, Бен Рейли является клоном Питера Паркера из другого измерения, где Майлзу Уоррену удалось создать клона Человека-паука (в измерении протагониста мультсериала ему это не удалось). По сюжету Алый Паук помогает Человеку-пауку в противостоянии Пауку-Карнажу. Сам Паук-Карнаж является Питером Паркером из вселенной Бена Рейли, сошедшим с ума в результате создания своего клона и слияния с Карнажем.
- В мультсериале Совершенный Человек-паук Алый Паук появляется в начале 4 сезона и в 9 серии получает имя Бен Рейли. Позднее он раскрывается как шпион Доктора Осьминога, и он приносит себя в жертву, чтобы спасти Нью-Йорк от Доктора Осьминога. В 21 серии 4 сезона, выясняется что Бен Рейли жив, и он остаётся союзником Человека-паука. В 3 серии 3 сезона Флэш некоторое время носил костюм оригинального Алого Паука.

### Фильмы
- В фильме «Человек-паук: Возвращение домой» первый костюм Человека-паука имеет сходство с костюмом Алого Паука, отличается лишь линзами и расположением цветов, также художник Райан Мэйнердинг предоставил альтернативный концепт костюма, который выглядит также как костюм Алого Паука[2], Также железный костюм Человека-паука имеет сходство с костюмом Бена Рейли.
- Бен Рейли / Алый Паук появился в анимационном фильме «Человек-паук: Паутина вселенных» в качестве члена Паучьих сил Мигеля О’Хары[1], а озвучил этого персонажа Энди Сэмберг[3].

### Компьютерные игры
Появляется как альтернативный костюм для Человека-паука в играх:
- Spider-Man (2000)
- Spider-Man 2: Enter Electro (2001)
- Marvel: Ultimate Alliance (2006)
- Spider-Man: Web of Shadows (2008) (только для версии на Wii)
- Spider-Man: Shattered Dimensions (2010)
- Spider-Man: Edge of Time (2011)
- Играбельный персонаж в Lego Marvel's Avengers (DLC) и Lego Marvel Super Heroes 2
- Marvel’s Spider-Man (2018)
- Marvel's Spider-Man 2 (2023)